# 汪廷珍
汪廷珍（1757年—1827年），字玉粲，號瑟庵，江苏淮安府山阳县（今淮安区）人，清朝大臣、乾隆五十四年己酉科（1789年）榜眼，為道光帝的老師，官至太子太保、協辦大學士兼禮部尚書。

## 生平
乾隆二十二年（1757年），汪廷珍出生在淮安府山阳县新城西门外河下估衣街倪家巷的徽商家庭，曾祖父汪尧仙是侨居淮安的徽州休宁县盐商，家庭重视教育。十二歲喪父，家道衰落，由母亲程氏扶养成人，刻苦读书。早年科考不順，乾隆五十一年（1786年）中举，乾隆五十四年（1789年）考中己酉科一甲第二名进士（榜眼），與阮元、伊秉绶同年，授翰林院编修。歷官礼部侍郎。嘉慶二十二年（1817年）署翰林院掌院学士。任大椿很看重他，稱他是國士。官至礼部尚书。
道光七年（1827年），汪廷珍病逝，享年71岁，卒谥文端，賞加太子太師銜、陀羅經被，並入祀贤良祠、江蘇鄉賢祠。著有《实事求是斋诗文集》。

## 評價
- 《清史稿》：「汪廷珍、湯金釗正色立朝，清節並著。」
- 《清史稿》：「廷珍風裁嚴峻，立朝無所親附。出入內廷，寮寀見之，莫不肅然。自言生平力戒刻薄，凡貪冒諂諛有不忍為，皆守母教。」
- 道光帝：「諭內閣、協辦大學士禮部尚書汪廷珍、人品端正。學問淵博。嘉慶十七年。蒙皇考仁宗睿皇帝簡用上書房師傅。與朕朝夕講論。非法不道。迨二十三年受任總師傅。倍加勤慎。攷古證今。深資啟沃。朕親政後。畀以左都御史。禮部尚書。擢襄綸閣。晉錫宮銜。凡所陳奏。均得大體。」

## 家族
曾祖汪大佺，祖汪兆锦，父汪士堂。

## 延伸阅读
[在维基数据编辑]
 《清史稿·卷364》，出自趙爾巽《清史稿》
 在维基共享资源阅览影像